# Rock Fest Barcelona
El Rock Fest Barcelona és un festival de música rock i heavy metal celebrat al Parc de Can Zam, a la ciutat de Santa Coloma de Gramenet. El festival va nàixer amb l'objectiu d'omplir el buit de festivals d'aquest estil a la zona de la ciutat de Barcelona.
En 2014 fou una edició de dos dies amb una assistència de 20.000 persones, i en 2015, amb Judas Priest i Scorpions com a caps de cartell l'assistència pujà a 54.000 persones, mentre que en la tercera edició, en 2016, amb Iron Maiden es va arribar a 67.000 espectadors. El 2017, amb les gires de comiat d'Aerosmith i Deep Purple l'assistència fou de 70.000 persones entre els tres dies. En 2018, 75.000 persones van veure a Kiss, Scorpions, Judas Priest, Ozzy Osbourne o Helloween. En 2019, amb quatre dies de concerts, els caps de cartell foren ZZ Top, Saxon, King Diamond, Wasp o Def Leppard.
En 2020 i 2021 no es va dur a terme a causa de la Pandèmia de COVID-19, l'edició de 2022 es va reduir a dos dies, i les obres de reforma del parc de Can Zam van impedir que el festival es dugués a terme en 2023 i els organitzadors van organitzar Barcelona Rocks al Sant Jordi Club de Barcelona.